# Jumilhac-le-Grand
Jumilhac-le-Grand (okcitansko Jumilhac lo Grand) je naselje in občina v francoskem departmaju Dordogne regije Akvitanije. Leta 2008 je naselje imelo 1.240 prebivalcev.

## Geografija
Kraj leži v pokrajini Périgord znotraj naravnega regijskega parka Périgord Limousin ob reki Isle, 50 km severovzhodno od Périgueuxa.

## Uprava
Jumilhac-le-Grand je sedež istoimenskega kantona, v katerega so poleg njegove, vključene še občine Chalais, La Coquille, Saint-Jory-de-Chalais, Saint-Paul-la-Roche, Saint-Pierre-de-Frugie in Saint-Priest-les-Fougères s 5.016 prebivalci.
Kanton Jumilhac-le-Grand je sestavni del okrožja Nontron.

## Zanimivosti
- grad Château de Jumilhac iz 15,. 16. in 17- stoletja, francoski zgodovinski spomenik,
- stari most Pont de la Tour na reki Isle iz 14. stoletja, na meji med departmajema Dordogne in Haute-Vienne, zgodovinski spomenik.

## Pobratena mesta
- Romrod (Hessen, Nemčija);